# Oscar Larsson i Mörtlösa
Frans Oscar Larsson (i riksdagen kallad Larsson i Mörtlösa), född 29 juli 1851 i Sankt Lars församling, Östergötlands län, död där 23 juli 1931, var en svensk hemmansägare och riksdagsman.
Larsson var ägare till hemmanet Mörtlösa i Sankt Lars socken. Han var även ledamot av riksdagens andra kammare 1887–1902, invald i Åkerbo, Bankekinds och Hanekinds domsagas valkrets.